# مارکوس جونیوس پرا
مارکوس جونیوس پرا ( fl. 230 – 216 قبل از میلاد) یک سیاستمدار رومی قبل و در طول جنگ دوم پونیک بود.
پرا به عنوان کنسول ها در سال 230 خدمت کرد قبل از میلاد در دوران کنسولگری خود، او به همراه همکارش مارکوس آمیلیوس باربولا علیه قبایل محلی در لیگوریا لشکرکشی می کردند. 
او همچنین سال 225 قبل از میلاد به اتفاق گایوس کلودیوس سنتو به عنوان به عنوان سانسور انتخاب شده بود.  آنها یک سرشماری از جمعیت رومی انجام دادند که یکی از نخستین سرشماری هاست و لیوی تعداد شهروندان را 270213 گزارش می دهد. 

## دیکتاتوری
در طول تهاجم هانیبال به ایتالیا در طول جنگ دوم پونیک ، ژنرال کارتاژی یک ارتش 85000 نفری رومی را در نبرد کاناعه در سال 216 قبل از میلاد نابود کرد. در این نبرد یک کنسول، لوسیوس آمیلیوس پاولوس ، کشته شد. کنسول دیگر، گایوس ترنتیوس وارو به ونوسیا گریخت و ارتش متلاشی شده خود را به کانوسیوم جمع کرد. 
پس از خبر فاجعه، پرا به عنوان دیکتاتور با تیبریوس سمپرونیوس گراکوس به عنوان کارگزار ارشد حکومتی منصوب شد.   او بلافاصله خدمتی اجباری را برای جایگزینی مردان کشته شده وضع کرد. دستور داد پسران زیر سن قانونی چهار لژیون را پر کنند و حتی 8000 داوطلب برده را با بودجه عمومی خریده و مسلح کنند.  با انجام این کار، او یک ارتش شهروند متشکل از چهار لژیون ایجاد کرد که توسط نیروی برده و کمک های متحدان باقی مانده تقویت شده بود.  او همچنین بدهی همه مردانی را که در ارتش نام نویسی می کردند یا به دلیل یک جرم بزرگ محکوم شده بودند، باطل کرد تا به عضویت در ارتش تشویق شوند. البته این اقدامات پیشتر توسط کنسولی دیگر به نام فابیان پیشنهاد شده و جزوی از استراتژی معروف او بود.
1. ↑  Broughton 1951, p. 226.
2. ↑  Broughton 1951, p. 231.
3. ↑  Livy 1868.
4. ↑  Broughton 1951, p. 247.
5. ↑  Broughton 1951, p. 248.
6. ↑  Livy 1905, 22.57.8.
7. ↑  Livy 1905, 22.57.9–11.
8. ↑  Livy 1905, 22.57.9.
9. ↑  Gabrielli, C (2003). "Lucius Postumius Megellus at Gabii: A New Fragment of Livy". The Classical Quarterly (به انگلیسی). 53 (1): 256–57. doi:10.1093/cq/53.1.247. ISSN 1471-6844. {{cite journal}}: |hdl-access= requires |hdl= (help)